# Curve (revista)
Curve es la revista lésbica superventas de Estados Unidos. Cubre noticias, política, temas sociales e incluye entrevistas con celebridades e historias sobre entretenimiento, cultura pop, estilo, viajes, y una página web que contiene un foro de internet centrado en temas lésbicos activo desde 2000. 
La revista fue publicada en un primer momento como Deneuve en mayo de 1990, pero cambió su nombre en 1995 tras una disputa sobre la marca registrada con Catherine Deneuve.
En 2007, la revista cifró su distribución superior a los 68,200, con lectoras cuya media de ingresos por hogar es superior a los 85,372 dólares.
La revista fue mencionada en la serie de Showtime The L Word, cuando una escritora de la revista entrevista al personaje de Jenny sobre su libro.